# Specie di Cattleya
Elenco delle Specie di Cattleya.

## A
- Cattleya aclandiae Lindl.

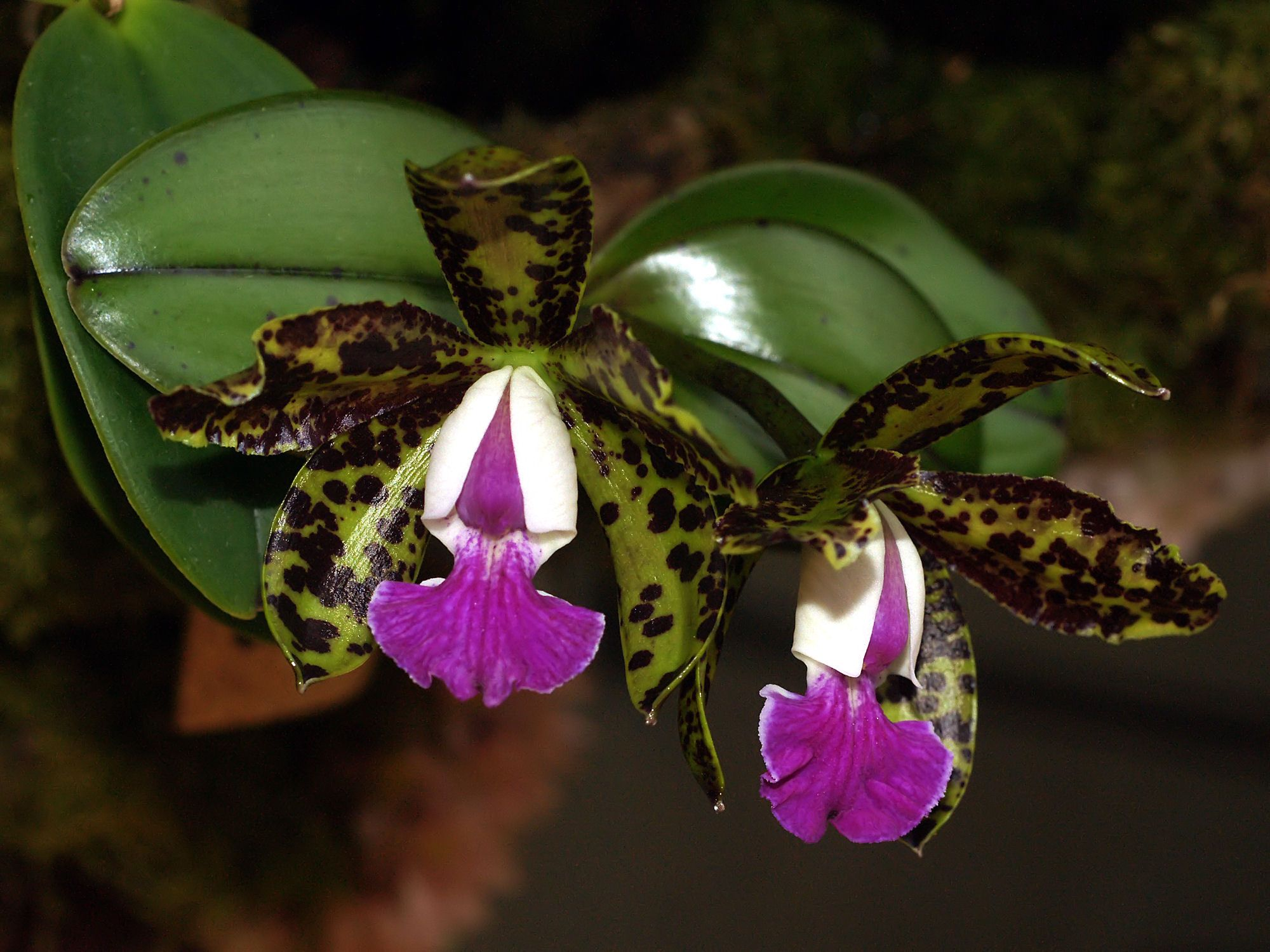
Cattleya aclandiae

- Cattleya acuensis (Fowlie) Van den Berg
- Cattleya adelinae (V.P.Castro) Van den Berg
- Cattleya alagoensis (V.P.Castro & Chiron) Van den Berg
- Cattleya alaorii (Brieger & Bicalho) Van den Berg
- Cattleya alvarenguensis (Campacci) Van den Berg
- Cattleya alvaroana (F.E.L.Miranda) Van den Berg
- Cattleya amethystoglossa Linden & Rchb.f. ex R.Warner
- Cattleya angereri (Pabst) Van den Berg
- Cattleya aracuaiensis (Campacci & E.L.F.Menezes) Van den Berg
- Cattleya araguaiensis Pabst
- Cattleya aromatica (Rosim & E.L.F.Menezes) Van den Berg

## B
- Cattleya bicalhoi Van den Berg
- Cattleya bicolor Lindl.

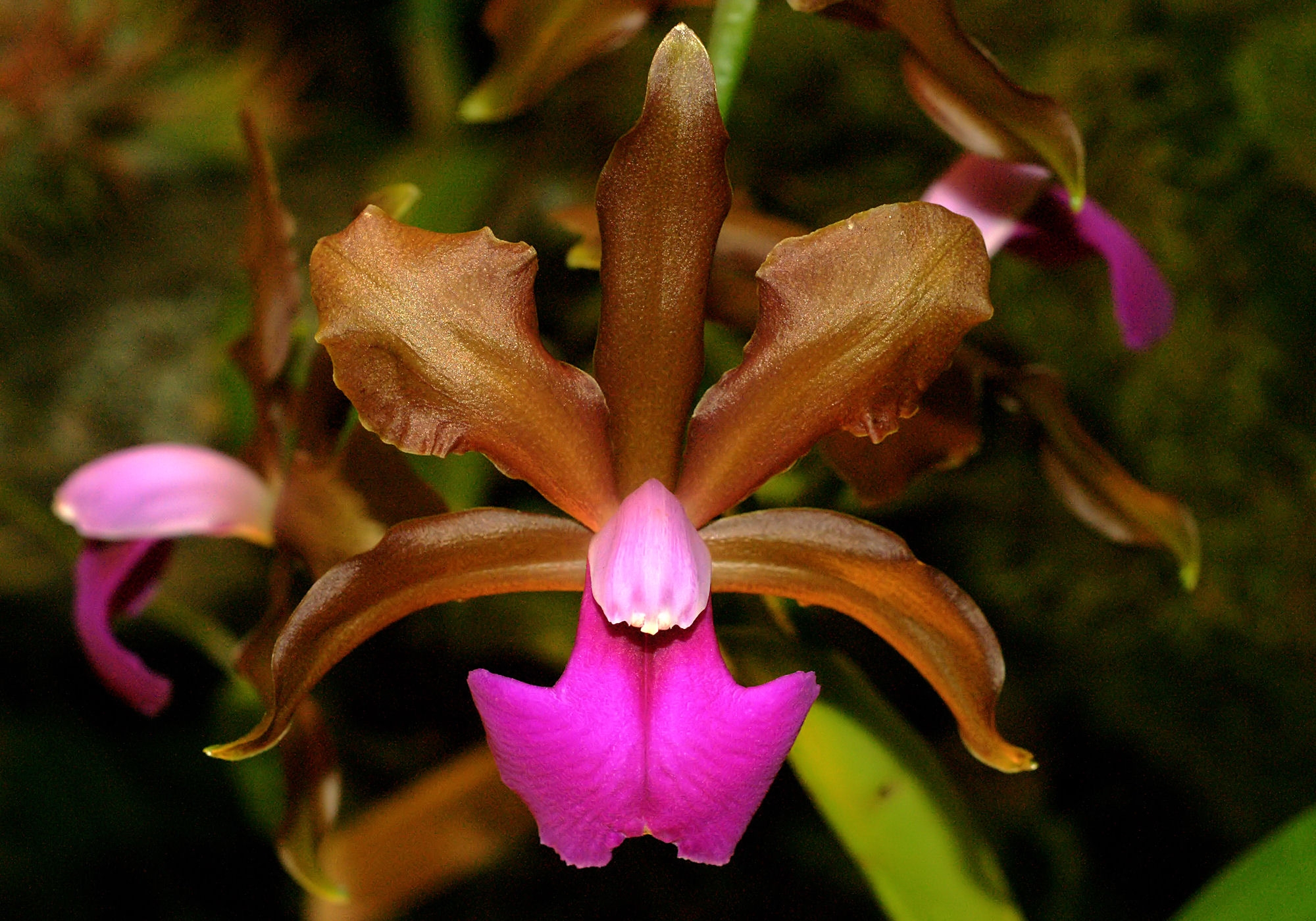
Cattleya bicolor

- Cattleya blumenscheinii (Pabst) Van den Berg
- Cattleya boissieri B.S.Williams
- Cattleya bradei (Pabst) Van den Berg
- Cattleya brevipedunculata (Cogn.) Van den Berg
- Cattleya briegeri (Blumensch. ex Pabst) Van den Berg

## C

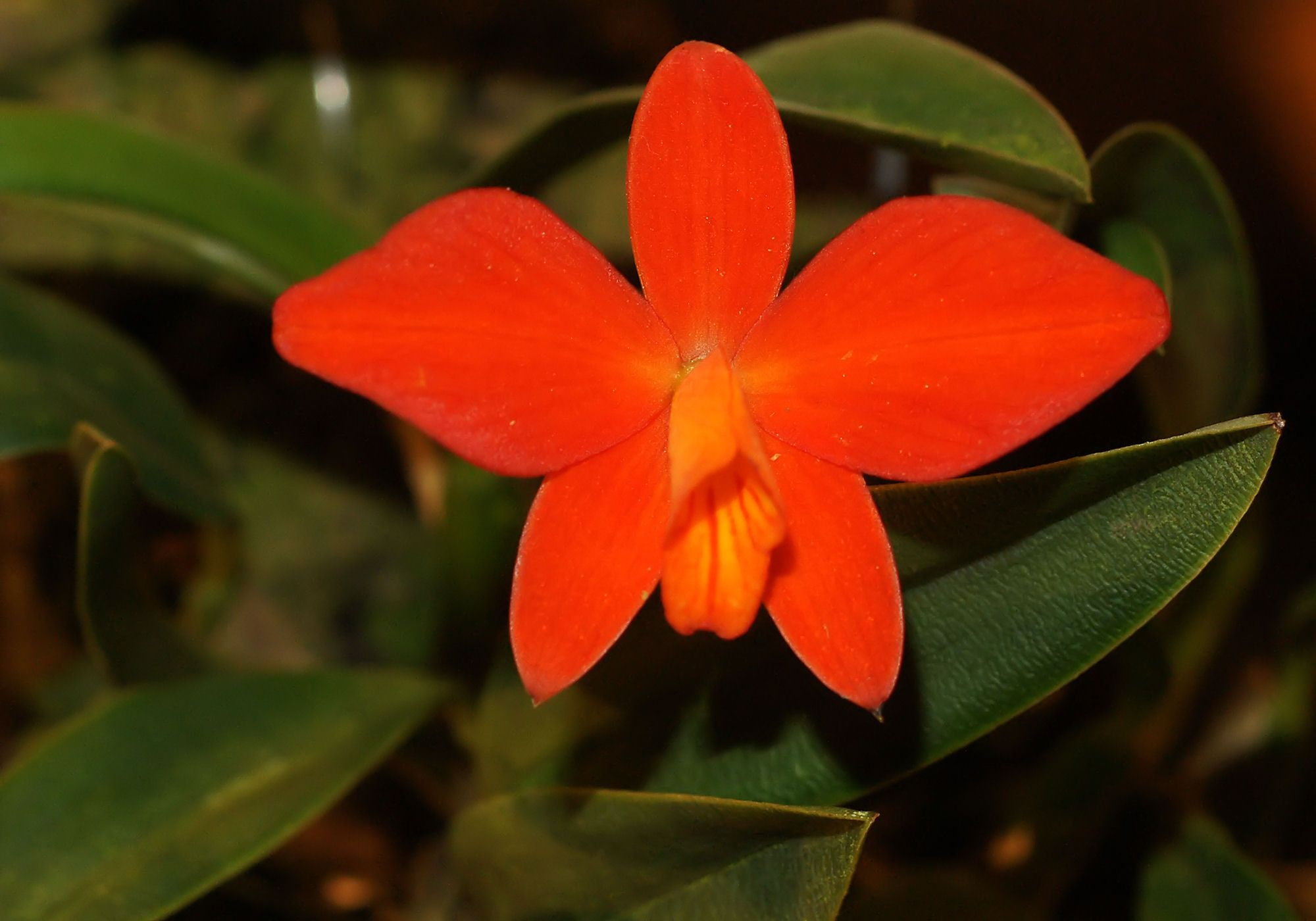
Cattleya coccinea

- Cattleya campaccii (P.A.Harding & Bohnke) J.M.H.Shaw
- Cattleya caulescens (Lindl.) Van den Berg
- Cattleya cernua (Lindl.)
- Cattleya cinnabarina (Bateman ex Lindl.) Van den Berg
- Cattleya coccinea Lindl.
- Cattleya colnagoi (Chiron & V.P.Castro) Van den Berg
- Cattleya conceicionensis (V.P.Castro & Campacci) Van den Berg
- Cattleya crispa Lindl.
- Cattleya crispata (Thunb.) Van den Berg
- Cattleya cruziana (V.P.Castro & E.L.F.Menezes) Van den Berg

## D

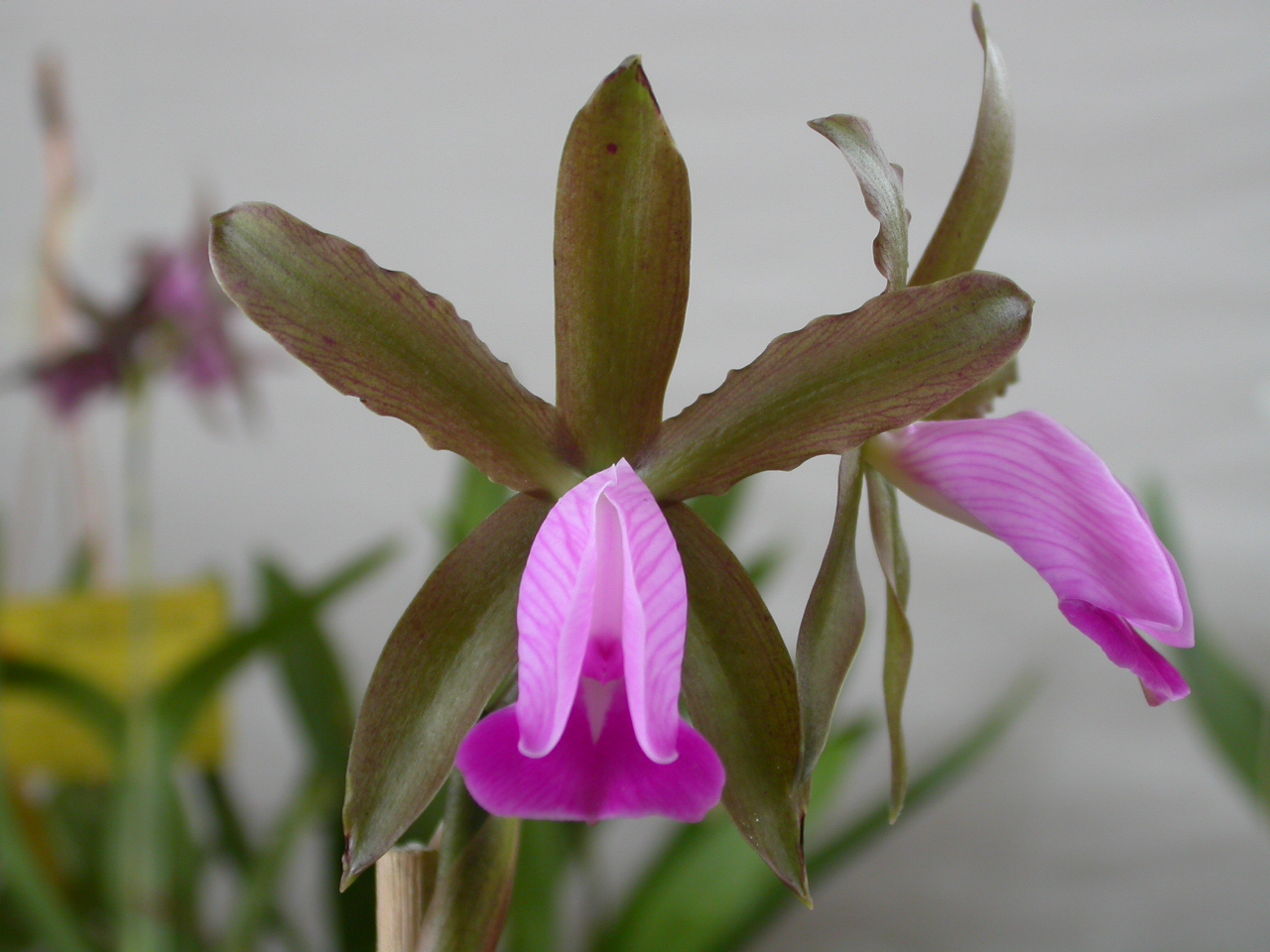
Cattleya dormaniana

- Cattleya diamantinensis (V.P.Castro & Marçal) J.M.H.Shaw
- Cattleya dichroma Van den Berg
- Cattleya dormaniana (Rchb.f.) Rchb.f.
- Cattleya dowiana Bateman & Rchb.f.

## E
- Cattleya elongata Barb.Rodr.
- Cattleya endsfeldzii (Pabst) Van den Berg
- Cattleya esalqueana (Blumensch. ex Pabst) Van den Berg

## F

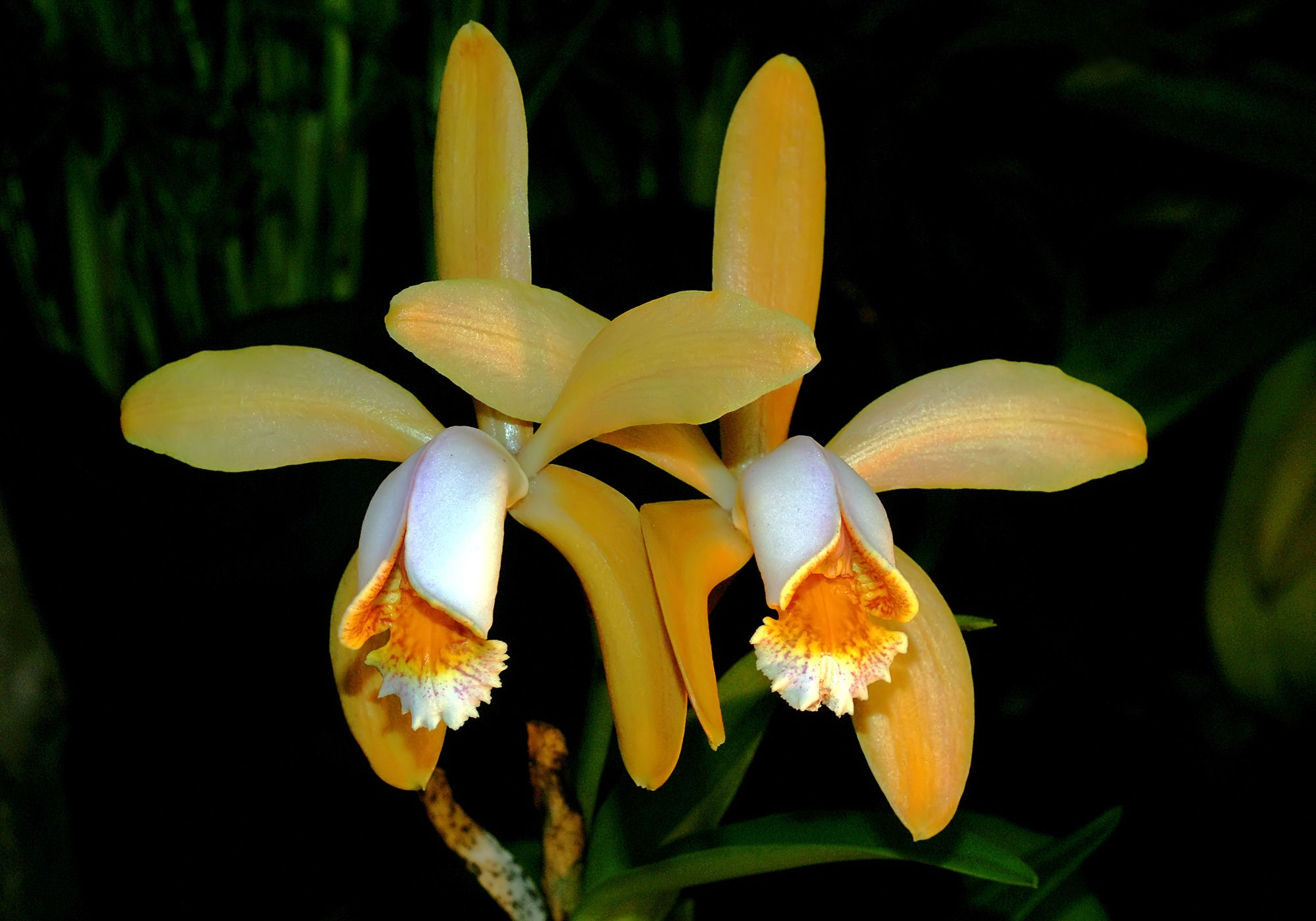
Cattleya forbesii

- Cattleya flavasulina  (F.E.L.Miranda & K.G.Lacerda) Van den Berg
- Cattleya forbesii  Lindl.
- Cattleya fournieri  (Cogn.) Van den Berg

## G

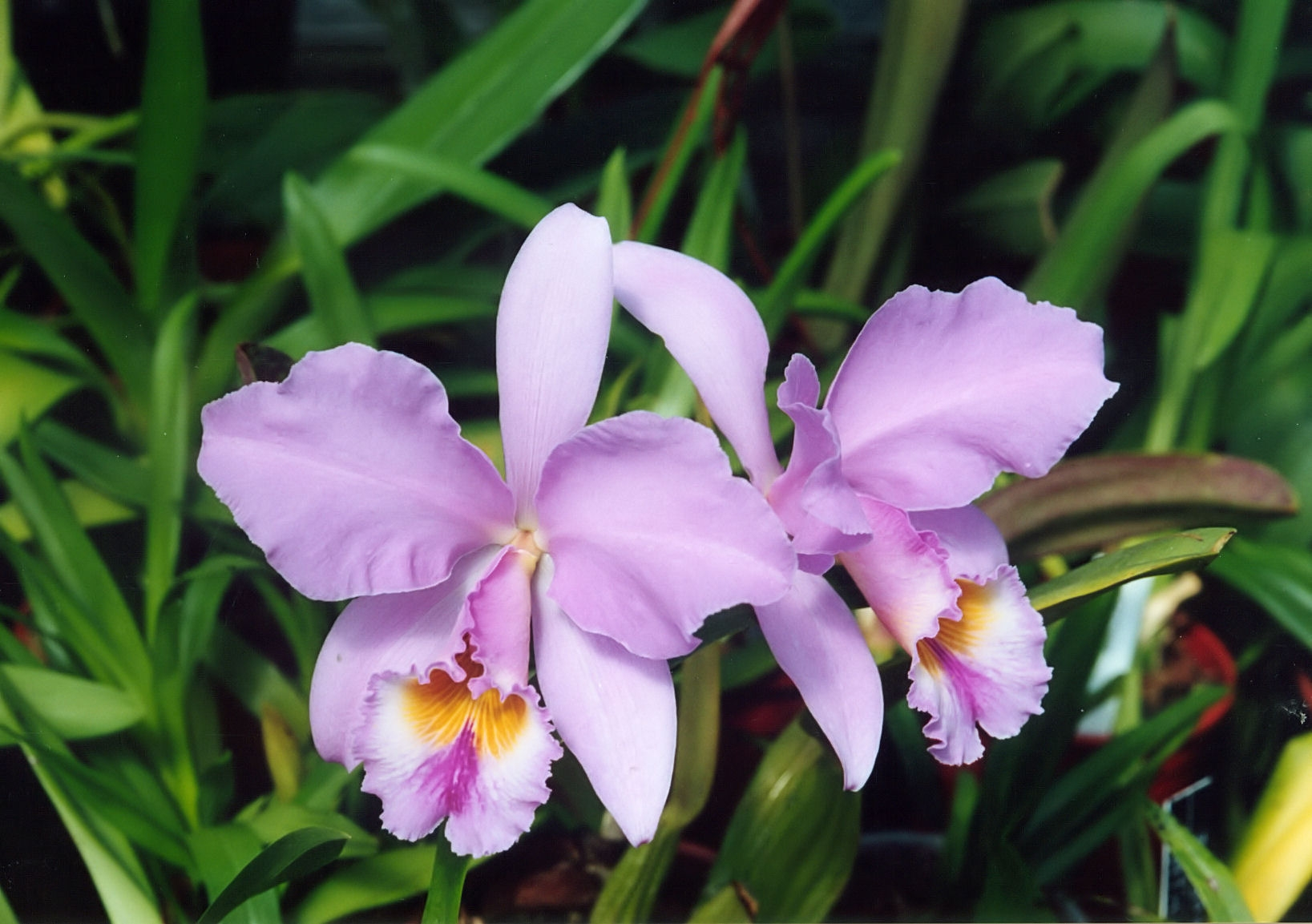
Cattleya gaskelliana

- Cattleya gaskelliana  (N.E.Br.) B.S.Williams
- Cattleya ghillanyi  (Pabst) Van den Berg
- Cattleya gloedeniana  (Hoehne) Van den Berg
- Cattleya grandis  (Lindl.) A.A.Chadwick
- Cattleya granulosa  Lindl.
- Cattleya guaicuhyensis (Rosim) Van den Berg
- Cattleya guanhanensis (Campacci) Van den Berg
- Cattleya guttata  Lindl.

## H

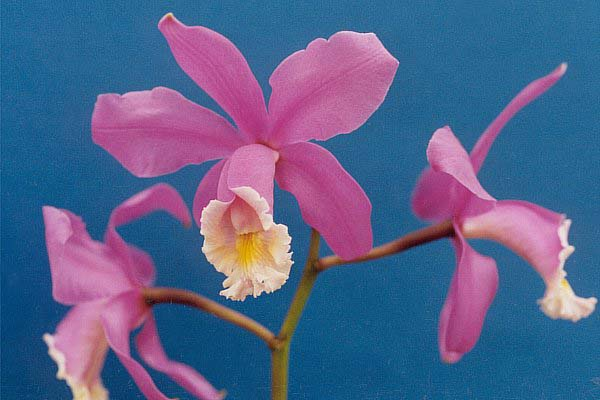
Cattleya harrisoniana

- Cattleya haroldoi (V.P.Castro & E.L.F.Menezes) Van den Berg
- Cattleya harpophylla (Rchb.f.) Van den Berg
- Cattleya harrisoniana Bateman ex Lindl.
- Cattleya havenithii (Campacci & E.L.F.Menezes) Van den Berg
- Cattleya hegeriana (Campacci) Van den Berg
- Cattleya hispidula (Pabst & A.F.Mello) Van den Berg
- Cattleya hoehnei Van den Berg

## I
- Cattleya intermedia  Graham ex Hook.
- Cattleya iricolor  Rchb.f.
- Cattleya itambana  (Pabst) Van den Berg

## J
- Cattleya jenmanii  Rolfe

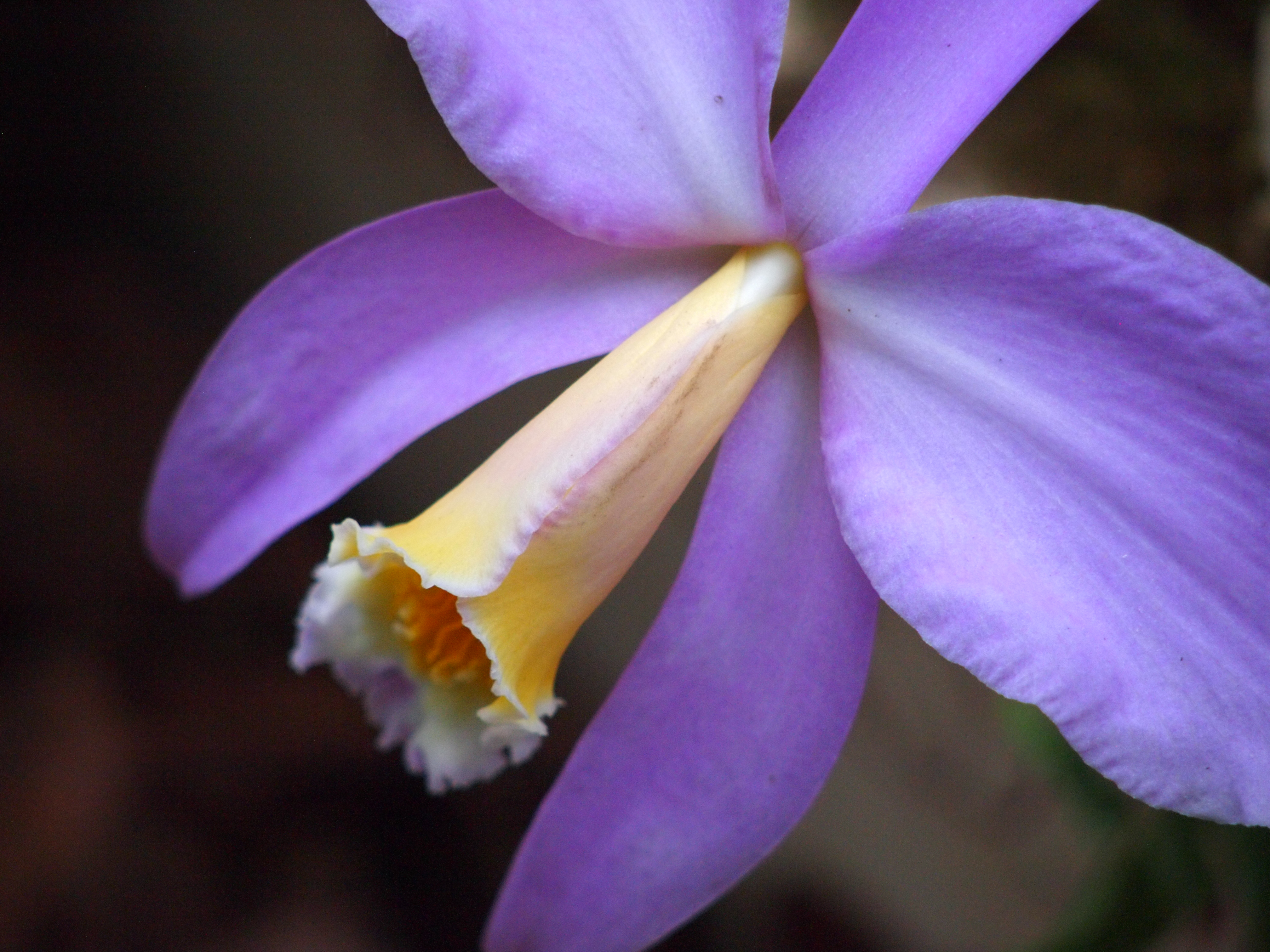
Cattleya jongheana

- Cattleya jongheana  (Rchb.f.) Van den Berg

## K
- Cattleya kautskyana  (V.P.Castro & Chiron) Van den Berg
- Cattleya kerrii  Brieger & Bicalho
- Cattleya kettieana  (Pabst) Van den Berg
- Cattleya kleberi (F.E.L.Miranda) Van den Berg

## L
- Cattleya labiata  Lindl.
- Cattleya lawrenceana  Rchb.f.

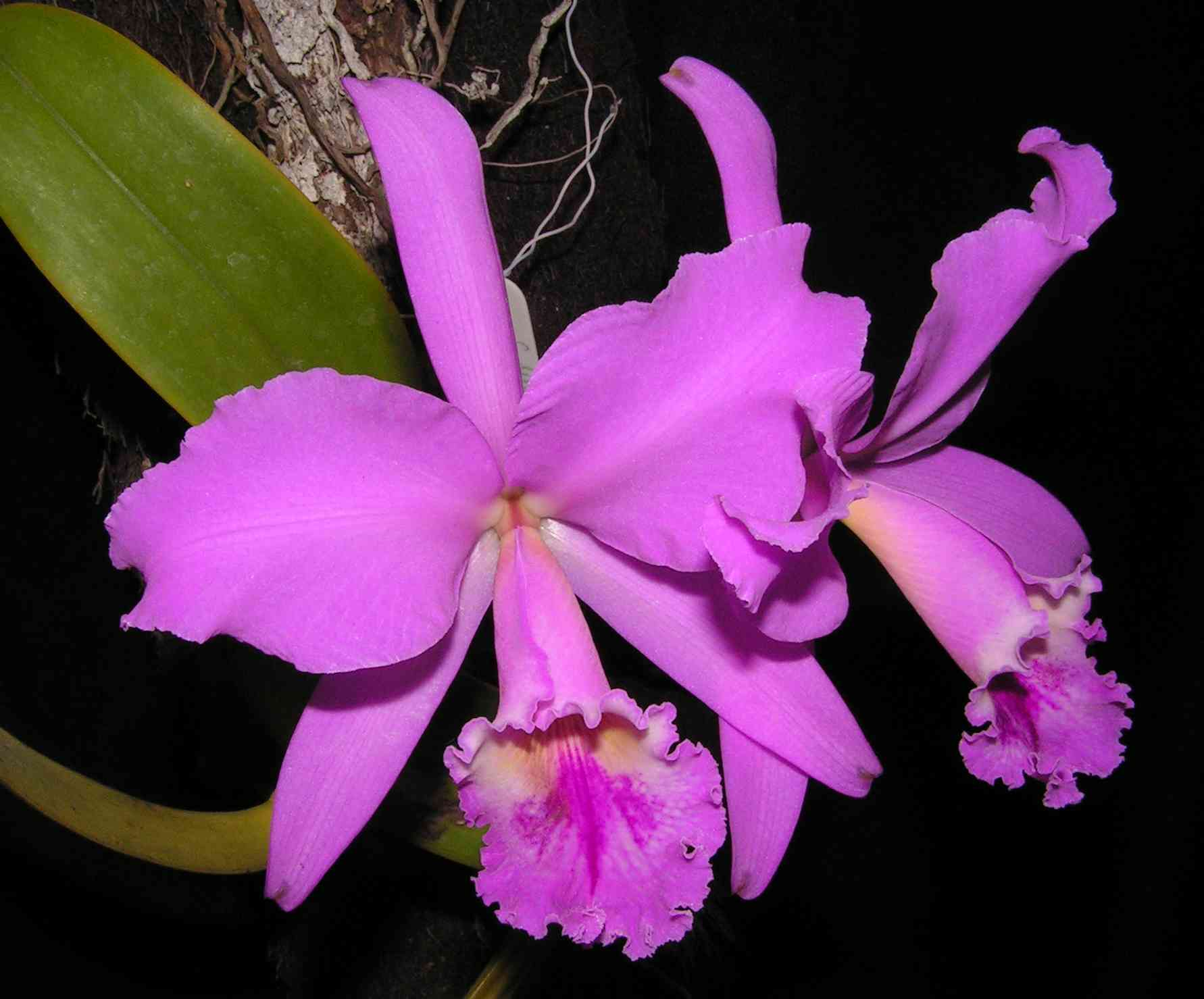
Cattleya labiata

- Cattleya liliputana  (Pabst) Van den Berg
- Cattleya lobata  Lindl.
- Cattleya locatellii (F.E.L.Miranda) Van den Berg
- Cattleya loddigesii  Lindl.
- Cattleya longipes  (Rchb.f.) Van den Berg
- Cattleya lourdesiana (V.P.Castro) Van den Berg
- Cattleya lueddemanniana  Rchb.f.
- Cattleya luetzelburgii  Van den Berg
- Cattleya lundii  (Rchb.f. & Warm.) Van den Berg
- Cattleya luteola  Lindl.

## M

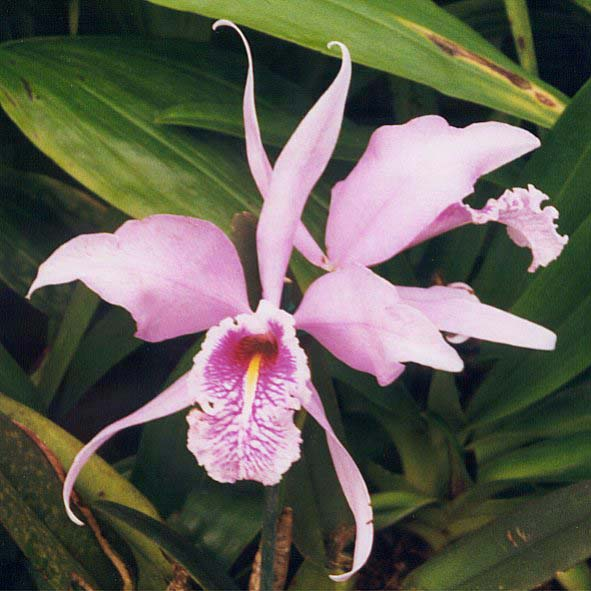
Cattleya maxima

- Cattleya mantiqueirae  (Fowlie) Van den Berg
- Cattleya marcaliana  (Campacci & Chiron) Van den Berg
- Cattleya maxima  Lindl.
- Cattleya mendelii  Dombrain
- Cattleya milleri  (Blumensch. ex Pabst) Van den Berg
- Cattleya mirandae  (K.G.Lacerda & V.P.Castro) Van den Berg
- Cattleya mooreana  Withner
- Cattleya mossiae  C.Parker ex Hook.
- Cattleya munchowiana  (F.E.L.Miranda) Van den Berg

## N
- Cattleya neocardimii (Rosim) Van den Berg
- Cattleya neokautskyi Van den Berg
- Cattleya neozaslawskii Van den Berg
- Cattleya nevesiana (V.P.Castro & K.G.Lacerda) J.M.H.Shaw
- Cattleya nevesii (Campacci) J.M.H.Shaw
- Cattleya nobilior Rchb.f.
- Cattleya novyi (E.L.F.Menezes) Van den Berg

## P

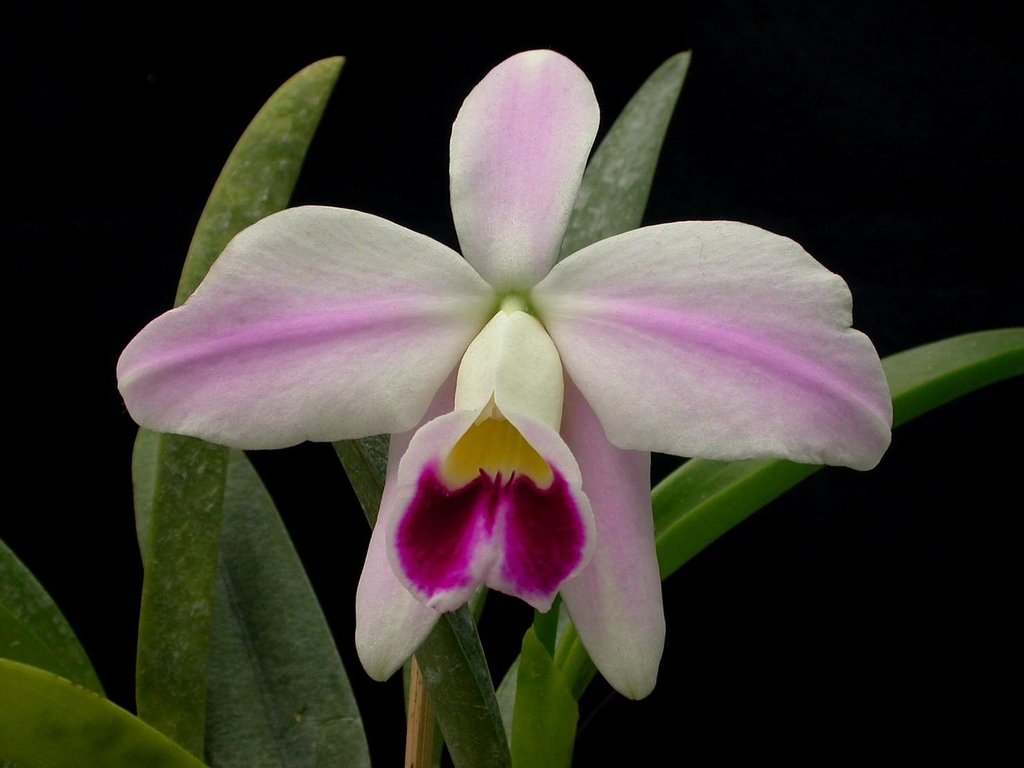
Cattleya pumila

- Cattleya pabstii (F.E.L.Miranda & K.G.Lacerda) Van den Berg
- Cattleya pendula (R.C.Mota, P.L.Viana & K.G.Lacerda) Van den Berg
- Cattleya percivaliana (Rchb.f.) O'Brien
- Cattleya perrinii Lindl.
- Cattleya pfisteri (Pabst & Senghas) Van den Berg
- Cattleya porphyroglossa Linden & Rchb.f.
- Cattleya praestans (Rchb.f.) Van den Berg
- Cattleya presidentensis (Campacci) Van den Berg
- Cattleya pumila Hook.
- Cattleya purpurata (Lindl. & Paxton) Van den Berg
- Cattleya pygmaea (Pabst) Van den Berg

## Q

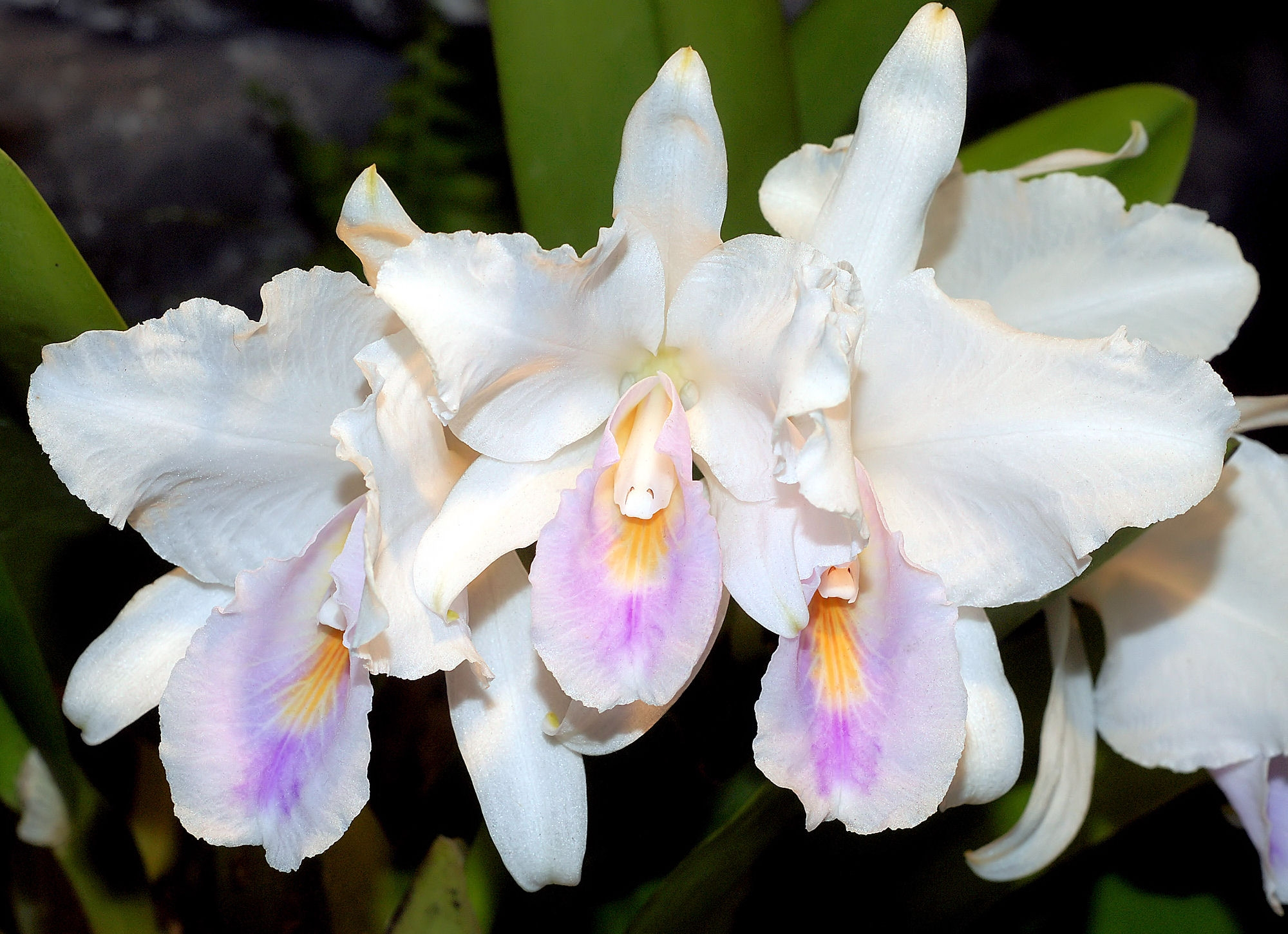
Cattleya quadricolor

- Cattleya quadricolor Lindl.

## R
- Cattleya reginae (Pabst) Van den Berg
- Cattleya rex O'Brien
- Cattleya rupestris (Lindl.) Van den Berg

## S

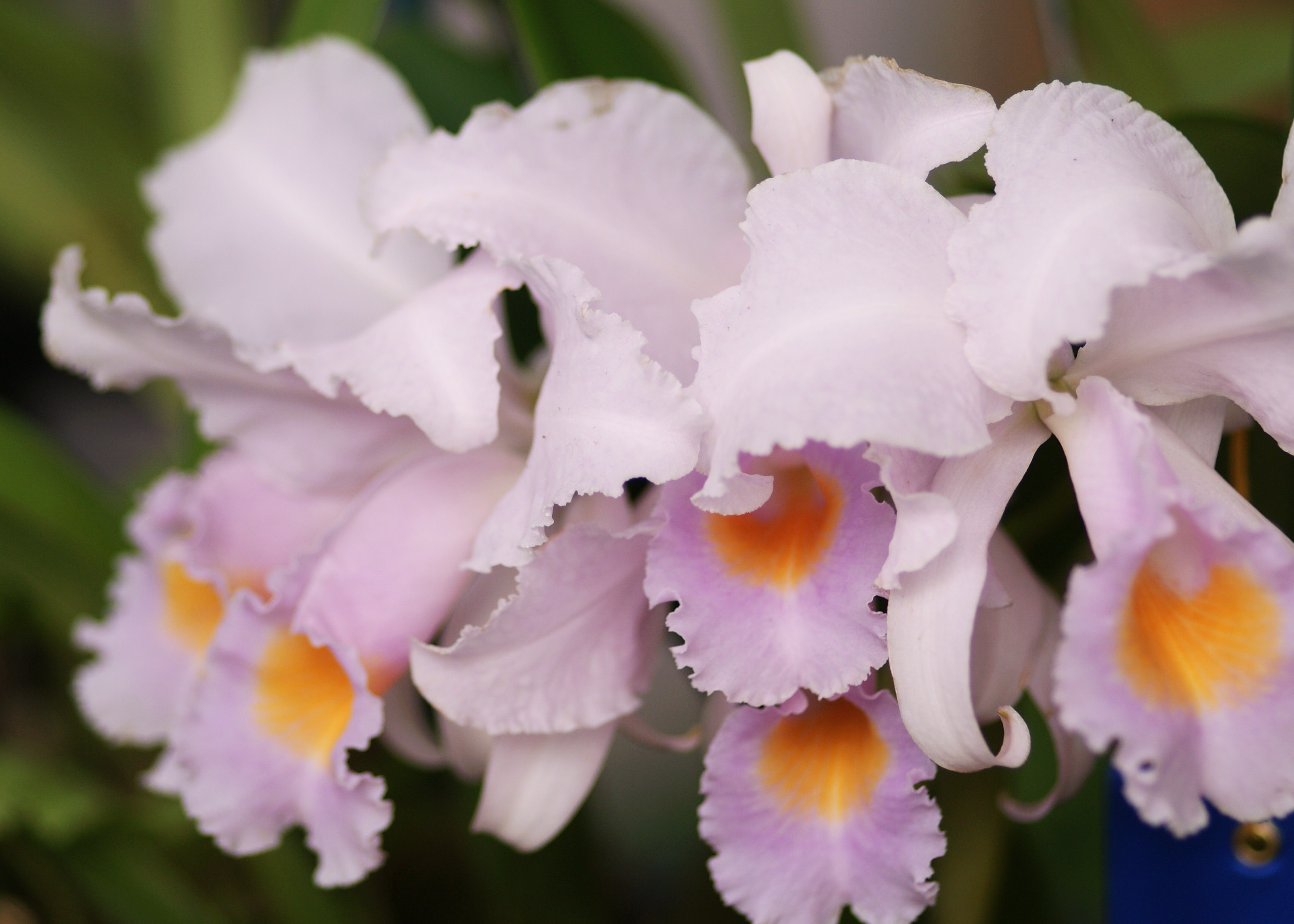
Cattleya schroederae

- Cattleya sanguiloba  (Withner) Van den Berg
- Cattleya schilleriana  Rchb.f.
- Cattleya schofieldiana  Rchb.f.
- Cattleya schroederae  Rchb.f.
- Cattleya sincorana  (Schltr.) Van den Berg
- Cattleya storeyi  H.G.Jones

## T

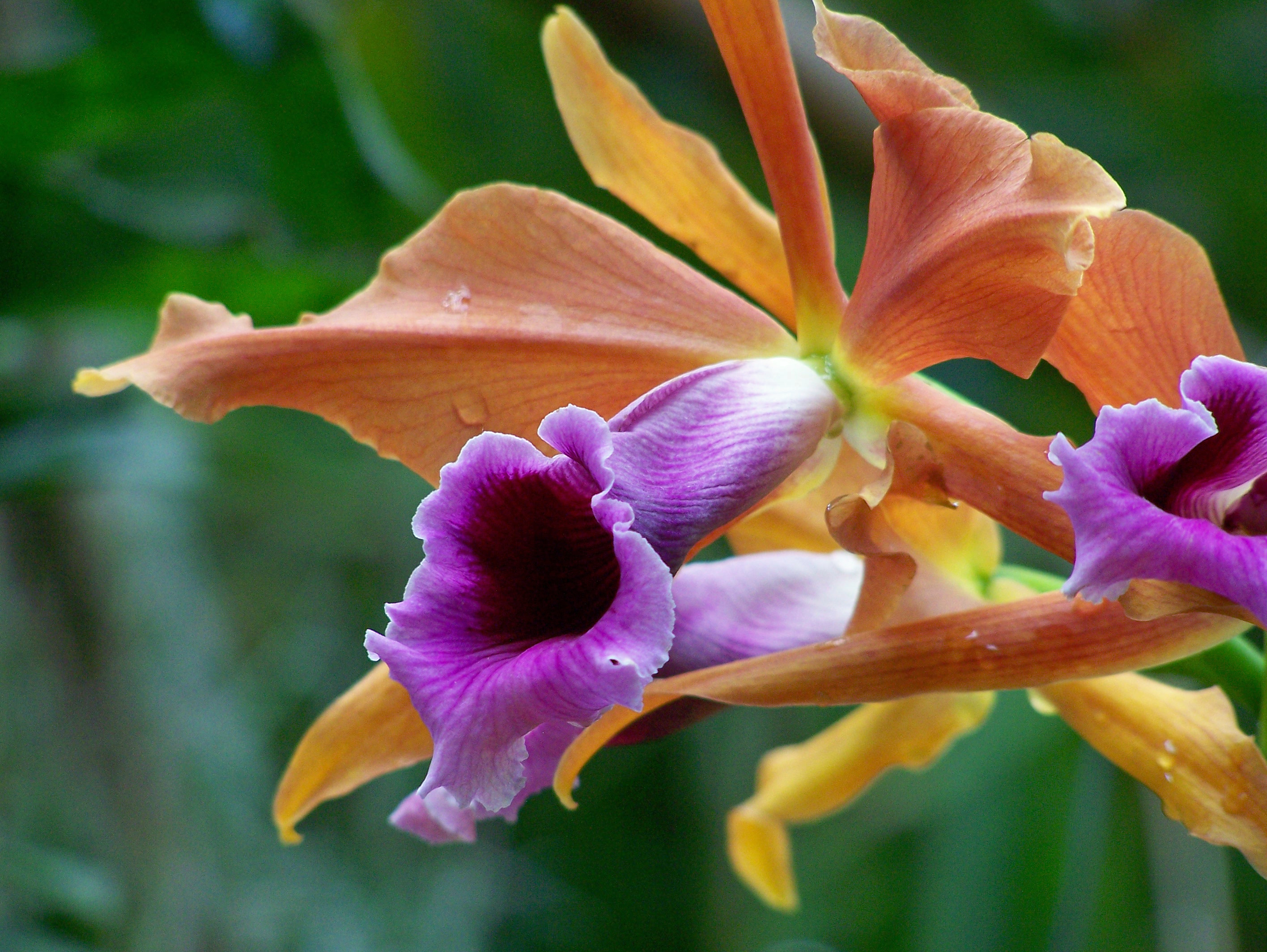
Cattleya tenebrosa

- Cattleya tenebrosa (Rolfe) A.A.Chadwick
- Cattleya tenuis Campacci & Vedovello
- Cattleya teretecaulis (Hoehne) Van den Berg
- Cattleya tigrina A.Rich.
- Cattleya trianae Linden & Rchb.f.

## V
- Cattleya vandenbergii Fraga & Borges
- Cattleya vasconcelosiana (Campacci) Van den Berg
- Cattleya velutina  Rchb.f.
- Cattleya verboonenii  (F.E.L.Miranda) Van den Berg
- Cattleya violacea  (Kunth) Rolfe
- Cattleya virens  (Lindl.) Van den Berg
- Cattleya viridiflora (Verola & Semir) Van den Berg

## W
- Cattleya walkeriana  Gardner

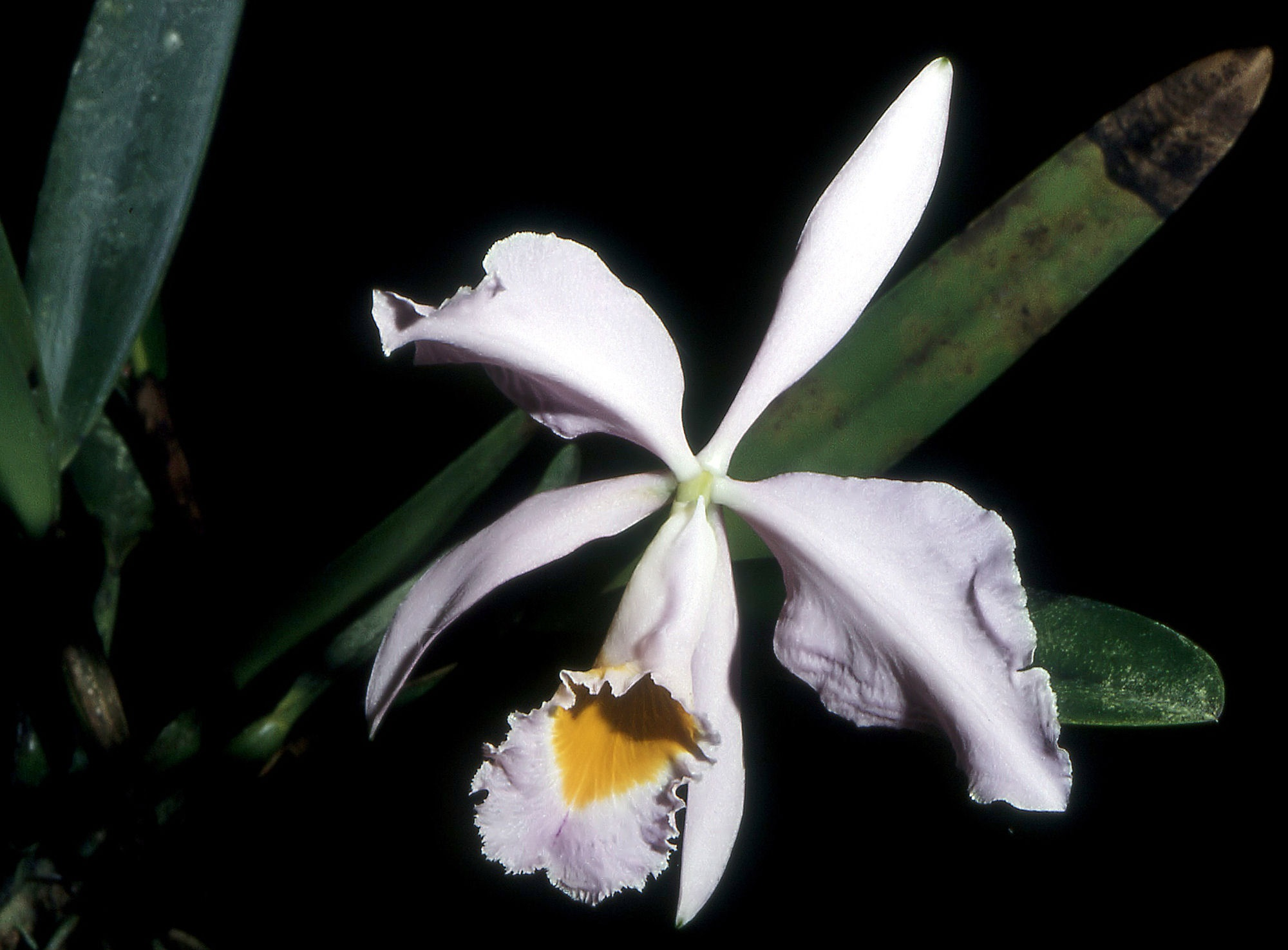
Cattleya wallisii

- Cattleya wallisii  (Linden) Linden ex Rchb.f.
- Cattleya warneri  T.Moore ex R.Warner
- Cattleya warscewiczii  Rchb.f.
- Cattleya wittigiana  (Barb.Rodr.) Van den Berg

## X
- Cattleya xanthina  (Lindl.) Van den Berg

## Ibridi

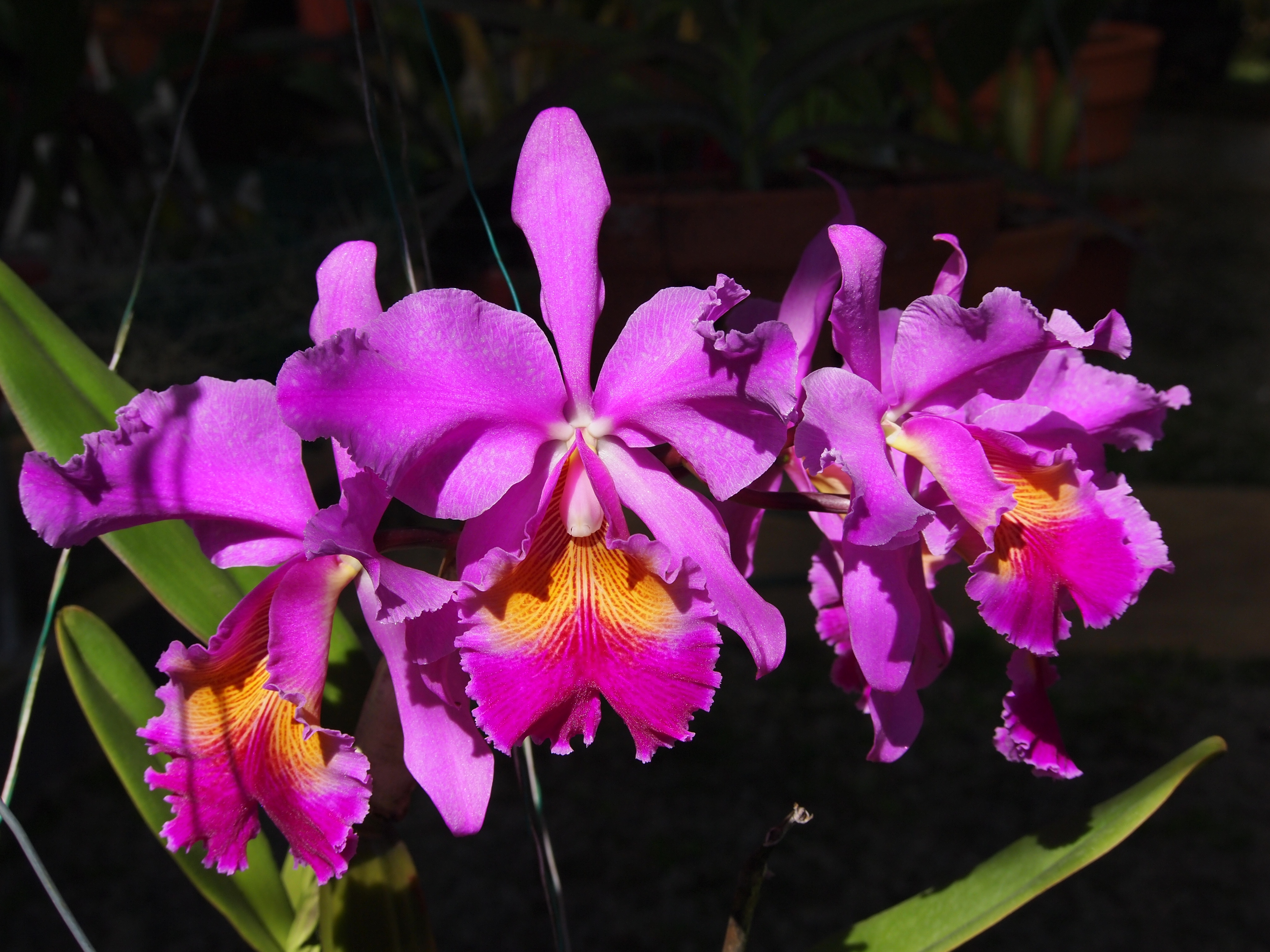
Cattleya × hardyana

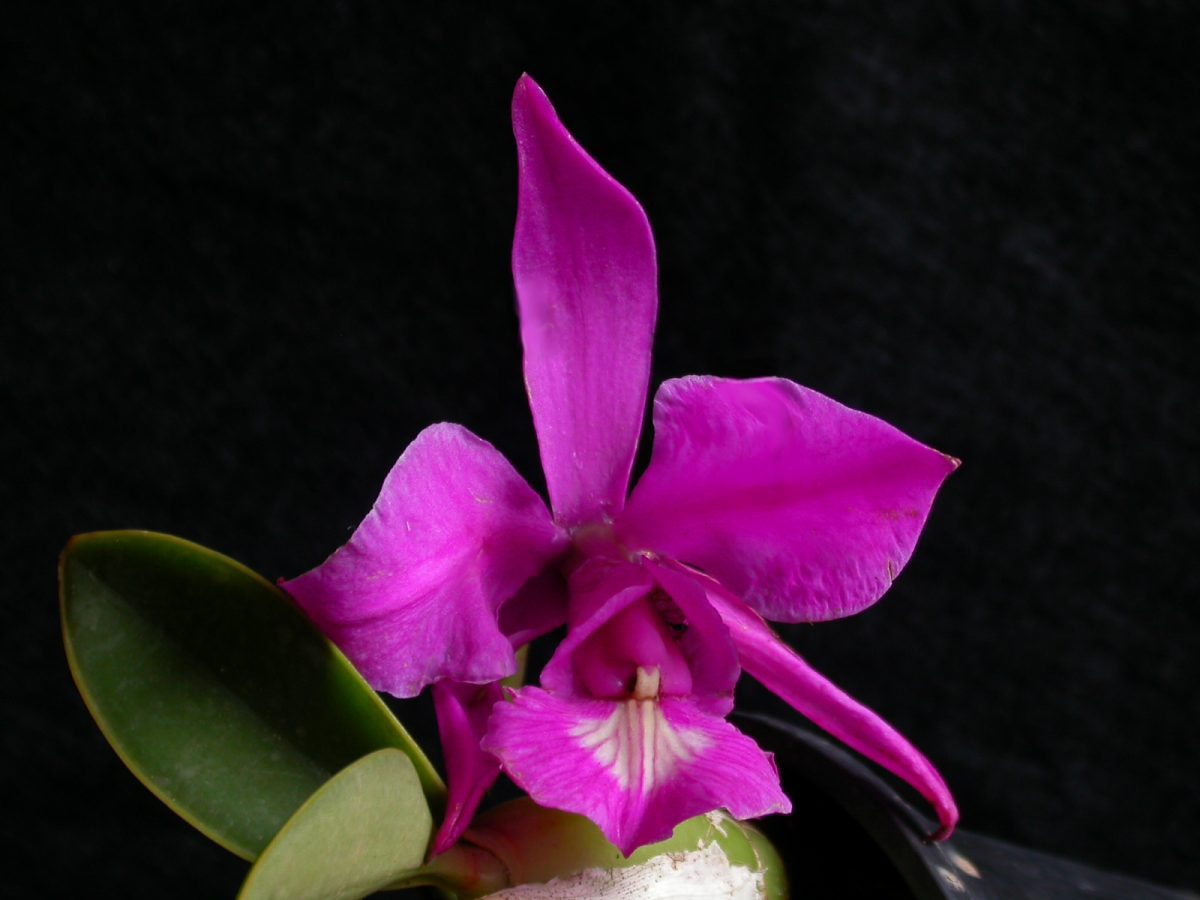
Cattleya × mesquitae

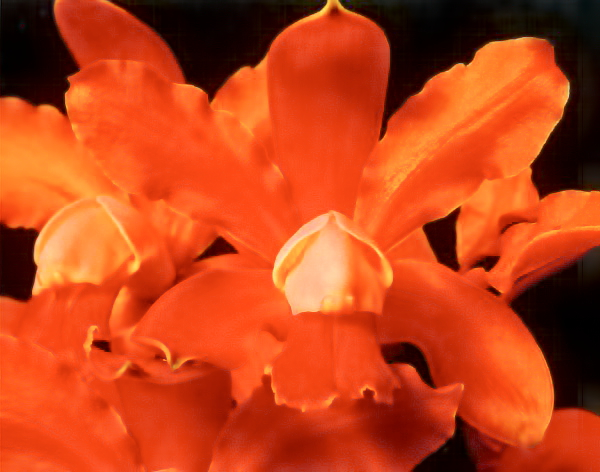
Cattleya × wilsoniana

- Cattleya × adrienne (Rolfe) Van den Berg (Cattleya jongheana × Cattleya pumila)
- Cattleya × albanensis (Rolfe) Van den Berg (Cattleya grandis × Cattleya warneri)
- Cattleya × amanda (Rchb.f.) Van den Berg (Cattleya intermedia × Cattleya lobata)
- Cattleya × brasiliensis Klinge (Cattleya bicolor × Cattleya harrisoniana)
- Cattleya × binotii (Cogn.) Van den Berg (Cattleya bicolor × Cattleya pumila)
- Cattleya × britoi (K.G.Lacerda & V.P.Castro) Van den Berg (Cattleya crispata × Cattleya mirandae)
- Cattleya × brymeriana Rchb.f. (Cattleya violacea × Cattleya wallisii)
- Cattleya × calimaniana Campacci (Cattleya harrisoniana × Cattleya schofieldiana)
- Cattleya × calimaniorum Chiron & V.P.Castro (Cattleya schilleriana × Cattleya tigrina)
- Cattleya × carassana (Pabst) Van den Berg (Cattleya longipes × Cattleya mantiqueira)
- Cattleya × cattleyioides (A.Rich.) Van den Berg (Cattleya loddigesii × Cattleya lundii)
- Cattleya × cipoensis (Pabst) Van den Berg (Cattleya crispata × Cattleya ghillanyi)
- Cattleya × colnagiana L.C.Menezes (Cattleya granulosa × Cattleya harrisoniana)
- Cattleya × cristinae (F.E.L.Miranda & K.G.Lacerda) Van den Berg (Cattleya briegeri × Cattleya rupestris)
- Cattleya × cypheri (Rolfe) Van den Berg (Cattleya forbesii × Cattleya purpurata)
- Cattleya × dayana Rolfe (Cattleya forbesii × Cattleya guttata)
- Cattleya × dolosa Rchb.f. (Cattleya loddigesii × Cattleya walkeriana)
- Cattleya × dukeana Rchb.f. (Cattleya bicolor × Cattleya guttata)
- Cattleya × duveenii Pabst & A.Ferreira (Cattleya guttata × Cattleya harrisoniana)
- Cattleya × elegans C.Morren (Cattleya purpurata × Cattleya tigrina)
- Cattleya × ericoi (V.P.Castro) Van den Berg (Cattleya praestans × Cattleya warneri)
- Cattleya × feldmanniana (F.E.L.Miranda & K.G.Lacerda) Van den Berg (Cattleya endsfeldzii × Cattleya pabstii)
- Cattleya × frankeana Rolfe (Cattleya schilleriana × Cattleya velutina)
- Cattleya × gaezeriana Campacci (Cattleya amethystoglossa × Cattleya bicolor)
- Cattleya × gerhard-santosii (Pabst) Van den Berg (Cattleya harpophylla × Cattleya kautskyana)
- Cattleya × gransabanensis Senghas (Cattleya jenmanii × Cattleya lawrenceana)
- Cattleya × hardyana A.J.Hardy ex B.S.Williams (Cattleya dowiana var. aurea × Cattleya warscewiczii)
- Cattleya × heitoriana (Campacci) Van den Berg (Cattleya ghillanyi × Cattleya itambana)
- Cattleya × heitoriana (Campacci) Van den Berg (Cattleya ghillanyi × Cattleya itambana)
- Cattleya × hummeliana L.C.Menezes & V.P.Castro (Cattleya lawrenceana × Cattleya violacea)
- Cattleya × hybrida H.J.Veitch (Cattleya guttata × Cattleya loddigesii)
- Cattleya × imperator Rolfe (Cattleya granulosa × Cattleya labiata)
- Cattleya × intricata Rchb.f.) (Cattleya intermedia × Cattleya tigrina)
- Cattleya × irrorata (Rchb.f.) J.M.H.Shaw (Cattleya intermedia × Cattleya purpurata)
- Cattleya × isabella Rchb.f. (Cattleya forbesii × Cattleya intermedia)
- Cattleya × joaquiniana F.E.L.Miranda (Cattleya bicolor × Cattleya walkeriana)
- Cattleya × kautskyi Pabst (Cattleya harrisoniana × Cattleya warneri)
- Cattleya × kerchoveana Cogn. (Cattleya granulosa × Cattleya schilleriana)
- Cattleya × labendziana L.C.Menezes & Braem (Cattleya nobilior × Cattleya violacea)
- Cattleya × lambari (Pabst) Van den Berg (Cattleya crispa × Cattleya loddigesii)
- Cattleya × lilacina (F.A.Philbrick ex A.H.Kent) Van den Berg (Cattleya crispa × Cattleya perrinii)
- Cattleya × lucieniana Rchb.f. (Cattleya forbesii × Cattleya granulosa)
- Cattleya × measuresii Rchb.f. (Cattleya aclandiae × Cattleya walkeriana)
- Cattleya × mesquitae L.C.Menezes (Cattleya nobilior × Cattleya walkeriana)
- Cattleya × mixta L.C.Menezes (Cattleya guttata × Cattleya schofieldiana)
- Cattleya × moduloi L.C.Menezes (Cattleya schofieldiana × Cattleya warneri)
- Cattleya × mucugensis (F.E.L.Miranda) Van den Berg (Cattleya luetzelburgii × Cattleya pfisteri)
- Cattleya × neocalimaniana Van den Berg (Cattleya amethystoglossa × Cattleya grandis)
- Cattleya × neocalimaniorum Van den Berg (Cattleya praestans × Cattleya xanthina)
- Cattleya × neoreginae Van den Berg (Cattleya elongata × Cattleya sincorana)
- Cattleya × nesyana (Campacci & Deusvando) J.M.H.Shaw, Orchid Rev. 119(Suppl.): 84 (2011) (Cattleya virens × Cattleya xanthina)
- Cattleya × occhioniana (Brade) Van den Berg (Cattleya harrisoniana × Cattleya perrinii)
- Cattleya × patrocinii St.-Lég. (Cattleya guttata × Cattleya warneri)
- Cattleya × picturata Rchb.f. (Cattleya guttata × Cattleya intermedia)
- Cattleya × pittiana O'Brien ex Cogn. (Cattleya schilleriana × Cattleya harrisoniana)
- Cattleya × porphyritis (Rchb.f.) Van den Berg (Cattleya dormaniana × Cattleya pumila)
- Cattleya × raganii (F.E.L.Miranda & K.G.Lacerda) Van den Berg (Cattleya bradei × Cattleya crispata)
- Cattleya × resplendens Rchb.f. (Cattleya granulosa × Cattleya schilleriana)
- Cattleya × rigbyana (Pabst) Van den Berg (Cattleya pumila × Cattleya schilleriana)
- Cattleya × sancheziana Hoehne (Cattleya bicolor × Cattleya loddigesii)
- Cattleya × schroederiana Rchb.f. (Cattleya bicolor × Cattleya loddigesii × Cattleya walkeriana)
- Cattleya × schunkiana Campacci (Cattleya porphyroglossa × Cattleya warneri)
- Cattleya × sgarbii (Ruschi) Van den Berg (Cattleya pumila × Cattleya warneri)
- Cattleya × sororia Rchb.f. (Cattleya bicolor × Cattleya tigrina)
- Cattleya × tenuata V.P.Castro & Campacci ex Braem (Cattleya elongata × Cattleya tenuis)
- Cattleya × varelae V.P.Castro & Cath. (Cattleya kerrii × Cattleya schofieldiana)
- Cattleya × venosa Rolfe (Cattleya forbesii × Cattleya harrisoniana)
- Cattleya × verelii (Rolfe) Van den Berg (Cattleya forbesii × Cattleya lobata)
- Cattleya × victoria-regina auct. (Cattleya guttata × Cattleya labiata)
- Cattleya × wetmorei (Ruschi) Fraga & A.P.Fontana (Cattleya pumila × Cattleya xanthina)
- Cattleya × whitei Rchb.f. (Cattleya schilleriana × Cattleya warneri)
- Cattleya × wilsoniana Rchb.f. (Cattleya bicolor × Cattleya intermedia)
- Cattleya × wyattiana (Rchb.f.) Van den Berg (Cattleya crispa × Cattleya lobata)
- Cattleya × zaslawskiana (Chiron & V.P.Castro) Van den Berg (Cattleya briegeri × Cattleya rupestris)
- Cattleya × zaslawskii (L.C.Menezes) Van den Berg (Cattleya harpophylla × Cattleya praestans)
- Cattleya × zayrae V.P.Castro & Cath. (Cattleya amethystoglossa × Cattleya elongata)